# سیاوش آذری
سیاوش آذری (زاده ۲۴ آبان ۱۳۱۳) مجری و روزنامه‌نگار ایرانی است. وی عضو اپوزسیون جمهوری اسلامی ایران نیز می‌باشد.

## زندگی و فعالیت
سیاوش آذری در یک خانواده اهل قلم و سیاست به دنیا آمد. کار روزنامه‌نگاری را از سال ۱۳۳۷ و در روزنامه کیهان آغاز کرد. در سال ۱۳۴۳ در خبرگزاری پارس مشغول به کار شد و اخبار سیاسی ازجمله رویدادهای دربار سلطنتی را گزارش می‌کرد. همچنین سیاوش آذری از اعضای فعال سندیکای روزنامه نگاران ایران بوده و با تلویزیون ملی ایران نیز همکاری داشته‌است.

## مهاجرت به آمریکا
وی یک سال پیش از انقلاب به آمریکا انتقال یافت و در آنجا نماینده روزنامه کیهان و خبرگزاری پارس (ایرنای امروز) بود و چون پس از انقلاب، اعضای قدیمی تحریریه‌های کیهان و آژانس پارس برکنار شدند، دیگر لزومی به بازگشت به وطن ندید و در لس آنجلس به روزنامه‌نگاری ادامه داد.

## فعالیت‌ها در آمریکا
سیاوش آذری لیسانس روزنامه‌نگاری خود را در تهران گرفت و پس از رفتن به آمریکا فوق لیسانس خود را در رشته تکنولوژی آموزشی از دانشگاه کالیفرنیای جنوبی دریافت کرد. در آمریکا سردبیری چند مجله و روزنامه دو زبانه از جمله ایران پست را بر عهده گرفت و در رادیو فارسی‌زبان صدای ایران مشغول به فعالیت شد.

## تلویزیون صدای آمریکا
سیاوش آذری در زمان مدیریت شیلا گنجی یه بخش فارسی تلویزیون صدای آمریکا رفت و پس از ۴ سال و ۴ ماه فعالیت در می ۲۰۱۱ استعفا داد. وی در متن استعفانامه خود صدای آمریکا را صدای ملاها نامید و مدیریت آن علی سجادی را شیخ علی سردبیر خطاب کرد. وی صدای آمریکا را ملقمه در هم جوشی از طرفداران جمهوری اسلامی از نوع حامیان کروبی و موسوی دانست که خبرها و برنامه‌های آن با خواست جمهوری اسلامی همسوست.

## تلویزیون کانال یک
سیاوش آذری هم‌اکنون در تلویزیون کانال یک برنامه‌ای با عنوان «سلام ایران» را در روزهای دوشنبه و یک بامداد سه شنبه‌ها به وقت ایران اجرا می‌کند.